# Reinaldo Ventura
Reinaldo Miguel Silva Ventura, né le 26 mai 1978 à Vila Nova de Gaia au Portugal, est un joueur international portugais de rink hockey. Il évolue au OC Barcelos.

## Carrière sportive
Ventura fait ses débuts au rink hockey à 12 ans au club du FC Porto. Pouvant jouer à tous les postes (défenseur, milieu, attaquant), il a marqué beaucoup de buts, sous le maillot du FC Porto en club, et de la sélection, avec l'Équipe du Portugal de rink hockey. En club, il a remporté douze titres de champion, ainsi que sept coupes du Portugal. Avec la sélection, il dispute son premier match en 1997. Il a fait partie de l'équipe ayant remporté le Championnat du monde masculin A de rink hockey 2003. Il fut le capitaine de l'équipe finaliste du Championnat d'Europe masculin de rink hockey en 2008 et 2010, ainsi que de l'équipe finaliste du Championnat du monde masculin A de rink hockey 2009. En 2015, il annonce qu'il quitte le FC Porto pour le OC Barcelos, après y avoir joué 25 ans.